# Coryphantha
Coryphantha je jeden z nejrozšířenějších rostlinných rodů z čeledi kaktusovitých (Cactaceae). Botanické jméno rodu pochází z řečtiny a je složeninou slov koryphe (κορυφή), což znamená „hlava“ a anthos (ανθσς) jako „květ“. Právě to charakterizuje umístění květů na rostlinách.

## Popis
Rostliny tohoto rodu jsou převážně kulovité nebo až protáhlé silně bradavičnaté kaktusy, kvetoucí vesměs z vrcholu temene a mnohdy často odnožující. Květu schopné exempláře mají na horní straně velkých bradavic od areoly až k tělu táhnoucí se průběžnou výraznou rýhu, trny jsou vesměs tuhé často prohnuté. Typické pro rostliny tohoto druhu je to, že jejich vzhled se nepřetržitě mění od semenáče až po vzrostlou rostlinu. Vyskytují se také rostliny téhož druhu se středovými ale i bez středového trnu.

### Květy
Květy vyrůstají ze středu temene a jsou většinou žluté, některé červené nebo bílé případně i bílo nebo červeně žíhané.

### Plody
Plody zelenavé holé, semena hnědavá.

## Výskyt a rozšíření
Zástupci tohoto rodu patří mezi nejrozšířenější kaktusy Severní Ameriky – od Britské Kolumbie a jižní Kanady přes USA až po jižní Mexiko. Převážná část tohoto rodu je nejvíce koncentrována na lokalitu středního a severního Mexika a jihozápad a jih USA. Tvarové a globálně vzhledové bohatství kaktusů Mexika nemá jinde v obou Amerikách obdobu a mexické polopouště jsou pro růst a vývoj nejvhodnější. Rok má vždy období sucha střídající se s obdobím dešťů. Množství srážek je v úhrnu vyšší než na typické poušti a pohybuje se mezi 50 až do 350mm srážek ročně. Drobné křovinné porosty a trsovité druhy broméliovitých nebo agávovitých rostlin poskytují kaktusům i ostatním sukulentům úkryt před zničující intenzitou slunečního záření. Zimní měsíce s nejkratšími dny v roce zase poskytují kulturně pěstovaným rostlinám u nás náhradu za období sucha. Coryphantha roste jak na suchých vyprahlých slunných skalnatých místech, na pouštích středozápadu i na řídce zalesněných úpatích hor a v pouštních porostech tak i v travnatých pastvinách, v křovinových pásmech s hustým travním porostem nebo opadavých lesích, kde je podstatně vlhčeji.

## Pěstování
Zemina velmi propustná, dostatečně minerální, málo humózní a u některých druhů i mírně zásaditá. Prospívá jim velmi slunečné a vzdušné stanoviště s mírnou a nepravidelnou zálivkou ve večerních nebo časných ranních hodinách. Chladné, světlé a naprosto suché přezimování při 5 až 6 st. C. Některé druhy při absolutně suchém přezimování snesou teploty i hluboko pod –10 st. C. V tomto případě je nutno se zálivkou skončit v pozdním létě, tak aby se rostliny dostatečně „zatáhly“.

## Systematika
Rod Coryphanta popsal Dr. Georg Engelmann roku 1856 jako podrod k rodu Mammillaria a Charles Lemaire ho povýšil roku 1868 na samostatný rod a dále byl jím poprvé popsán typový druh Coryphantha sulcata. Následně monografii rodu novodobě roku 2001 přerozdělily F. Dicht a Adrian D. Lüthy do dvou podrodů s několika sekcemi:
- Podrod Neocoryphantha Backebg.
  - Sekce Lepidocoryphantha
  - Sekce Robustispina
  - Sekce Neocoryphantha
  - Sekce Ottonis
- Podrod Coryphantha
  - Sekce Coryphantha
  - Sekce Gracilicoryphantha

Přes masivní rozšíření tohoto rodu v severoamerických oblastech, nejsou všechny druhy rodu dostatečně prozkoumány, řádně popsány, zaregistrovány a patřičně zařazeny a je zde třeba dalšího studia.
Na počátku se badatelům nedařilo stanovit jasné vymezení rodu a tento začlenit mezi ostatní. Někteří zastávali názor, aby byl definován široce a patřili sem i zástupci rodu Escobaria. ICSG sem nicméně rod Escobaria nezačlenila, avšak původní rody Cumarinia a Lepidocoryphanta ano. V současnosti rod obsahuje asi 58 druhů.

### Taxony
- Coryphantha aggregata Britton & Rose
- Coryphantha albicolumnaris (Hest.) Zimmermann
- Coryphantha alversonii (Coult.) C.R.Orcutt
- Coryphantha andreae J.A.Purp.&Böd., 1928
- Coryphantha arizonica (Engelmann) Britton & Rose
- Coryphantha asperispina Bödeker
- Coryphantha asterias (Cels) Böd.
- Coryphantha bergeriana Bödeker F.
- Coryphantha borwigii J.A.Purp.
- Coryphantha bumamma (Ehrenberg.) Br.&R., 1923
- Coryphantha calipensis H.Bravo, 1964
- Coryphantha calochlora Bödeker F.
- Coryphantha chaffeyi (Britton & Rose) Fosberg
- Coryphantha chlorantha Engelm.
- Coryphantha clava (Pfeiff.) Lem.
- Coryphantha clavata (Scheidw.) Backbg.
- Coryphantha columnaris Lahm.
- Coryphantha compacta (Engelm.) Br.&R.
- Coryphantha conimamma (Lke.) Berg.
- Coryphantha connivens Br.&R.
- Coryphantha cornifera (Dc. 1828) Lem.
- Coryphantha cornuta (Hildm.) Berg.
- Coryphantha cubensis Britton & Rose (syn. Escobaria cubensis (Britton & Rose) Hunt)
- Coryphantha cuencamensis Bremer
- Coryphantha daimonoceras (Lem.) Lem.
- Coryphantha dasyacantha (Engelm.) Orc.
- Coryphantha delaetiana (Quehl.) Berg.
- Coryphantha delicata Bremer
- Coryphantha densispina Werd.
- Coryphantha deserti (Engelm.) Br.&R.
- Coryphantha difficilis (Quehl.) Berg., 1929
- Coryphantha duncanii (Hester) L.Benson
- Coryphantha durangensis (Rge.) Br.&R.
- Coryphantha echinoidea (Quehl.) Br. & R. 1974
- Coryphantha echinus (Engelm.) Br.&R.
- Coryphantha elephantidens (Lem.) Lem., 1868
- Coryphantha erecta (Lem., 1837) Lem. 1868
- Coryphantha exsudans (Zucc.) Lem.
- Coryphantha garessii Spegaz.
- Coryphantha georgii Böd.
- Coryphantha gladiispina (Böd.) Berg.
- Coryphantha glanduligera (Otto ex Dietrich) Lemaire
- Coryphantha gracilis Bremer&Lau, 1977
- Coryphantha grata Bremer
- Coryphantha greenwoodii H.Bravo
- Coryphantha guerkeana (Böd.) Br.&R.
- Coryphantha henricksonii (Rausch) H.Friedr., 1973
- Coryphantha hesteri (Wrt.) Buxb.
- Coryphantha indensis Bremer
- Coryphantha jalpanensis Buch.
- Coryphantha jaumavei Frič
- Coryphantha kracikii Halda, 2002
- Coryphantha laredoi Glass&Foster
- Coryphantha laui Bremer
- Coryphantha longicornis Böd.
- Coryphantha macromeris (Engelman) Orcutt
- Coryphantha maiz-tablasensis Backbg., 1949
- Coryphantha maliterrarum Bremer
- Coryphantha melleospina H.Bravo
- Coryphantha minima Baird.
- Coryphantha missouriensis (Sweet) Britton & Rose
- Coryphantha muehlenpfordtii Britton & Rose
- Coryphantha neglecta Bremer, 1979
- Coryphantha neoscheeri Backbg.
- Coryphantha nickelsiae K. Brand
- Coryphantha obscura Böd.
- Coryphantha octacantha (Dc.) Br.&R.
- Coryphantha odorata Boedeker - (syn. Neolloydia o.)
- Coryphantha orcuttii (Rose ex Orcutt) D.Zimmerm.
- Coryphantha organensis D.Zimmerm.
- Coryphantha ottonis (Pfeiff.) Lem. (syn. Coryphantha bussleri (Mundt) Scheinvar)
- Coryphantha pallida Br.&R.
- Coryphantha palmeri Br.&R., 1923
- Coryphantha pectinata (Engelm.) Br.&R.
- Coryphantha pirtlei Werd.
- Coryphantha poselgeriana (Dietr.) Br.&R.
- Coryphantha potosiana (Jacobi) Glass & Foster
- Coryphantha pseudoechinus Böd., 1929
- Coryphantha pseudonickelsiae Backbg.
- Coryphantha pseudoradians H.Bravo
- Coryphantha pulleineana (Backbrg., 1948) Glass.
- Coryphantha pusilliflora Bremer
- Coryphantha pycnacantha (Mart.) Lem.
- Coryphantha radians (Dc.) Br.&R. (syn. Coryphantha bernalensis Bremer)
- Coryphantha ramillosa Cut.
- Coryphantha recurvata (Engelm.) Br.&R.
- Coryphantha recurvispina (Engelmann) Bremer
- Coryphantha reduncispina Böd.
- Coryphantha retusa (Pfeiff.) Br.&R., 1923
- Coryphantha robbinsorum (Earle) A.Zimmermann – (syn. Escobaria robbinsorum)
- Coryphantha robertii Berger
- Coryphantha robustispina (Schott 1856) Br.&R.
- Coryphantha roederiana Böd.
- Coryphantha runyonii Britton & Rose (syn. C. macromeris v. runyonii)
- Coryphantha salinensis (Poselger) A.Zimmerman ex Dicht & A.Luethy
- Coryphantha salm-dyckiana (Scheer) Br.&R., 1923
- Coryphantha sandbergii
- Coryphantha scheeri Lemaire (syn. C.robustispina v. scheeri)
- Coryphantha schwarziana Böd.
- Coryphantha scolymoides (Schneidw. 1841) Berg.
- Coryphantha sneedii (Britton & Rose) Berger
- Coryphantha speciosa Böd.
- Coryphantha strobiliformis (Poselg.) Orcutt
- Coryphantha sulcata (Engelm.) Br.&R.
- Coryphantha sulcolanata (lem.) Lem.
- Coryphantha tripugionacantha Lau
- Coryphantha unicornis Böd.
- Coryphantha valida (Purpus) Bremer, 1977
- Coryphantha vaupeliana Böd.
- Coryphantha villardii
- Coryphantha villarensis Backbg.
- Coryphantha vogtherriana Werd.&Böd.
- Coryphantha werdermannii Böd., 1929
- Coryphantha wohlschlageri Holzeis

## Fotogalerie

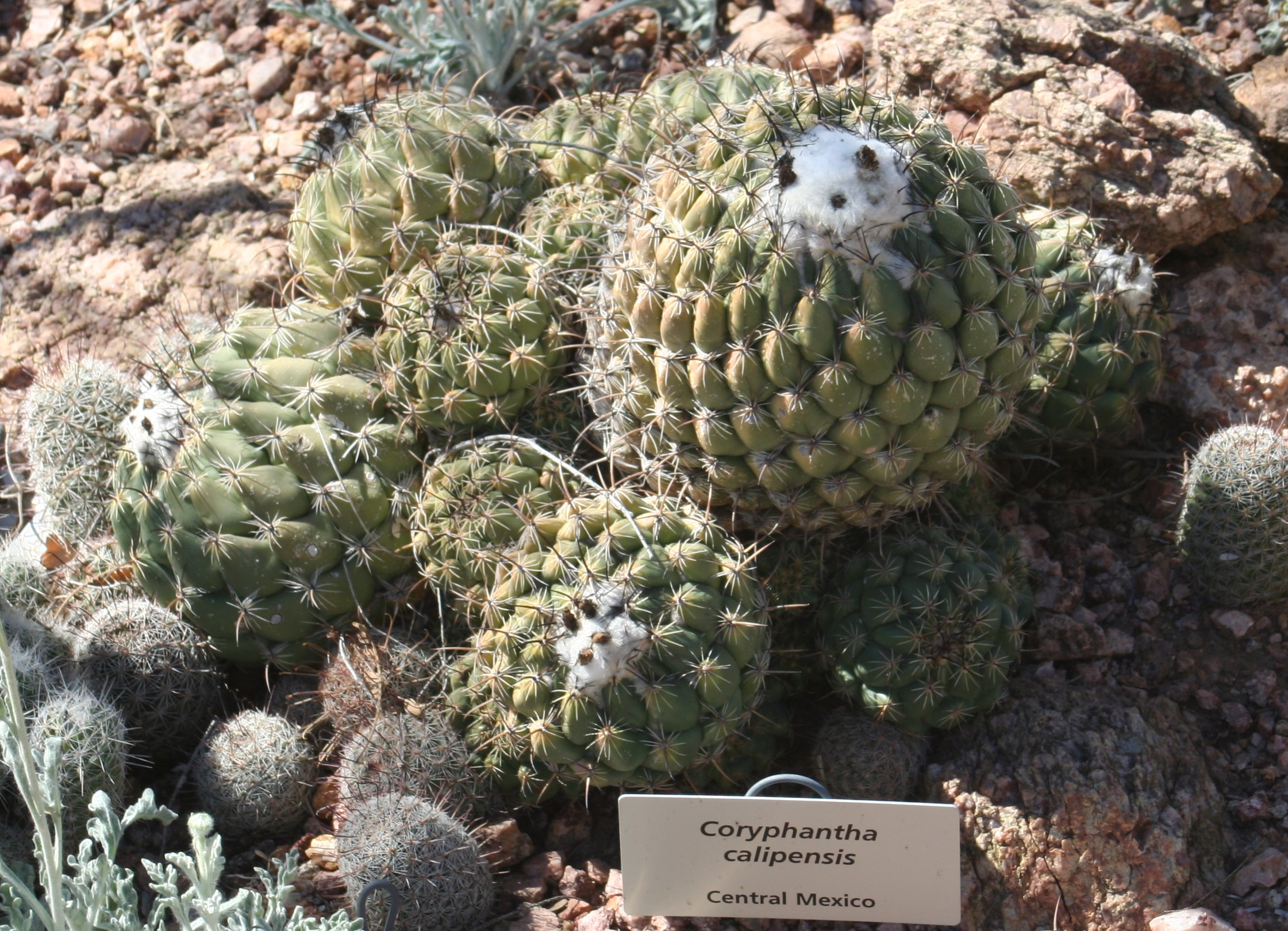
Coryphantha calipensis
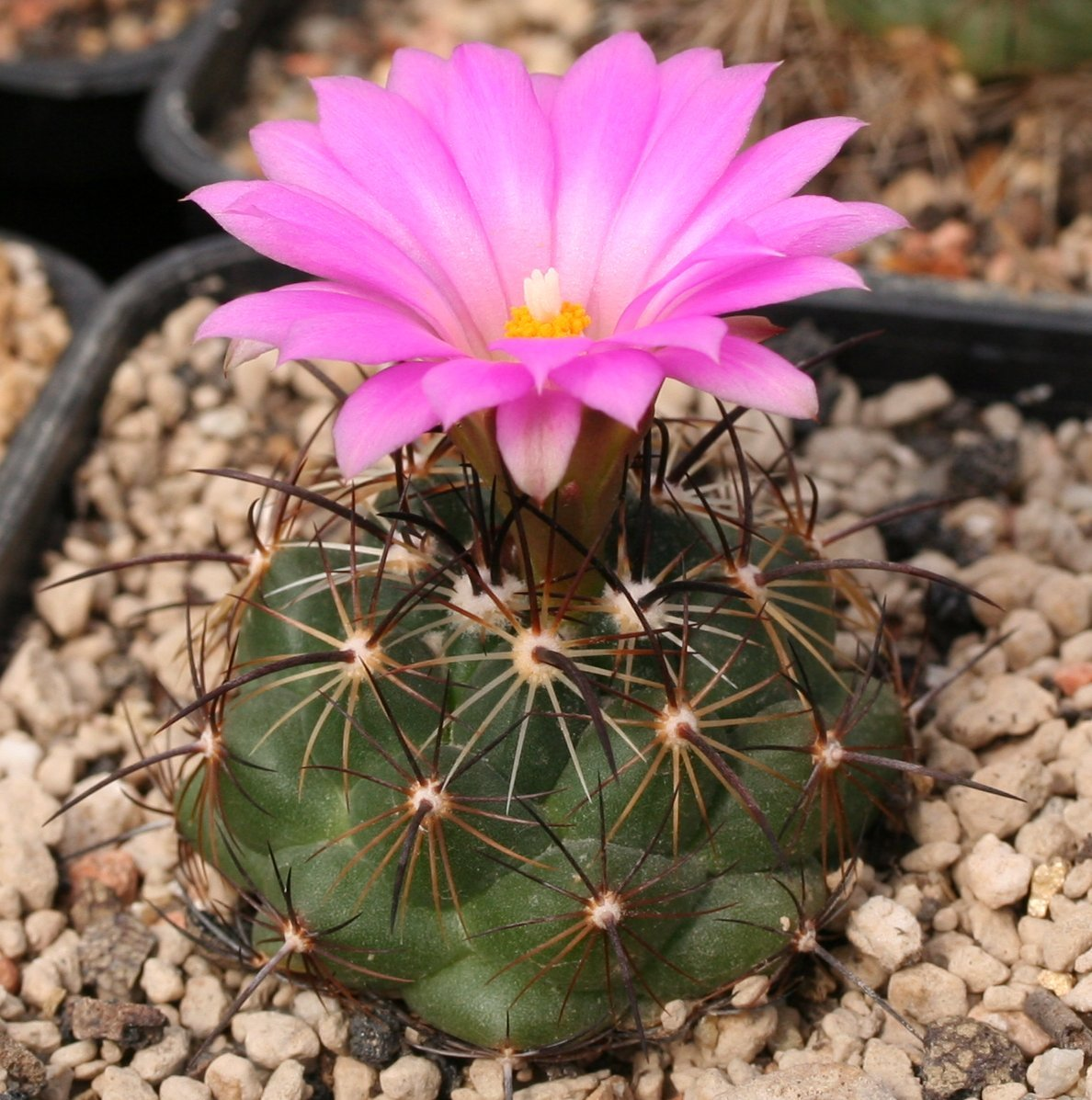
Coryphantha ramillosa
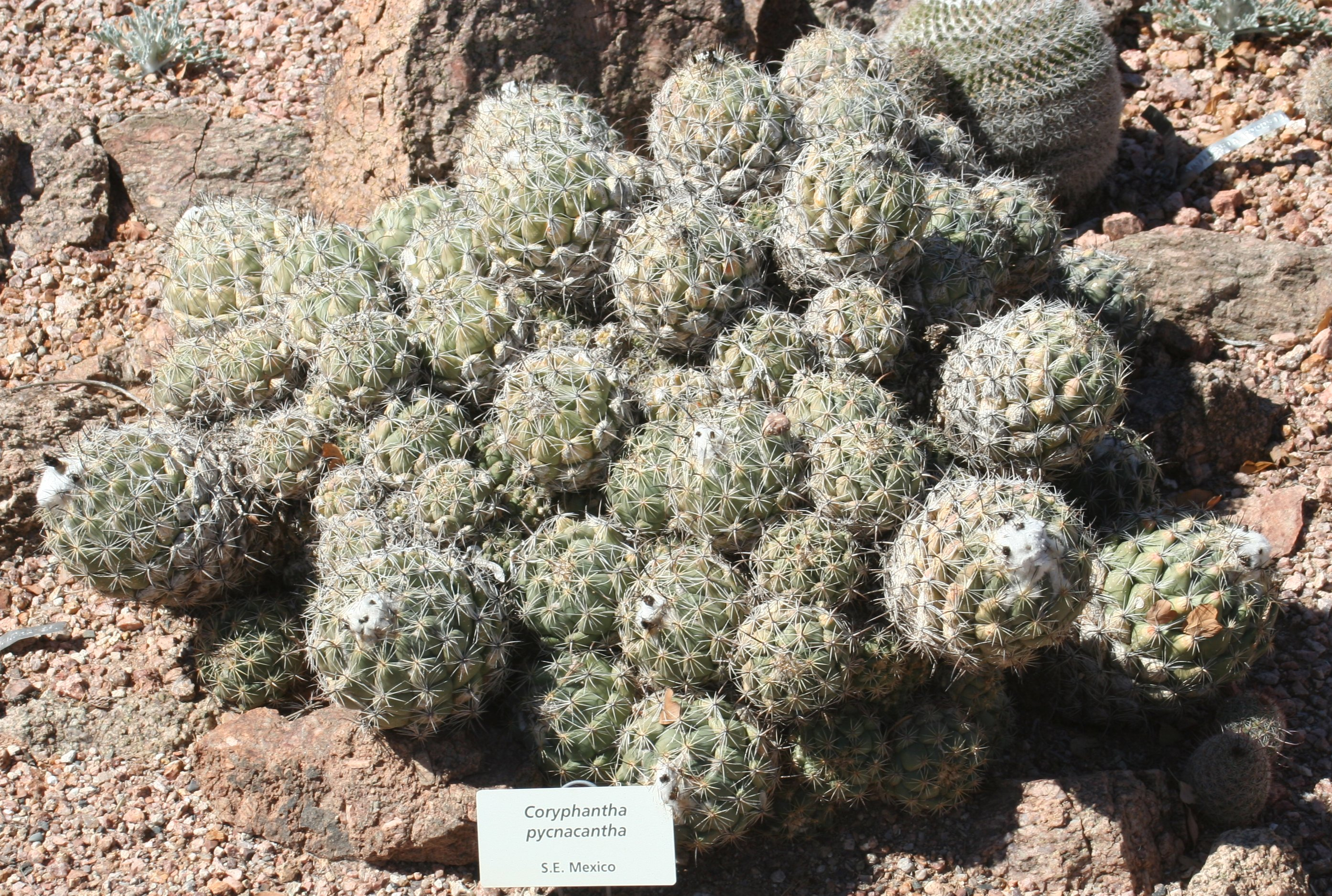
Coryphantha pycnacantha
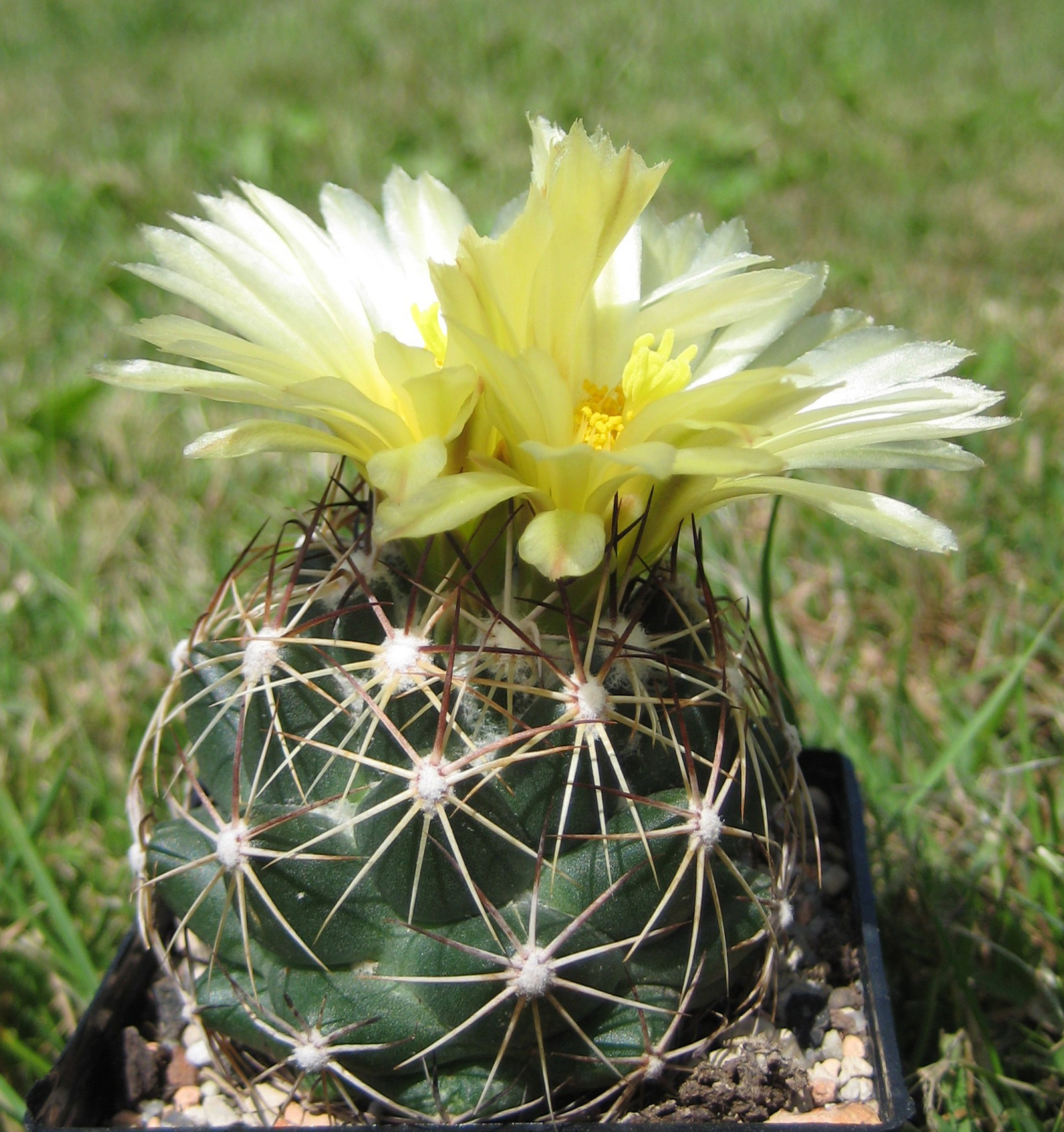
Coryphantha vogtherriana
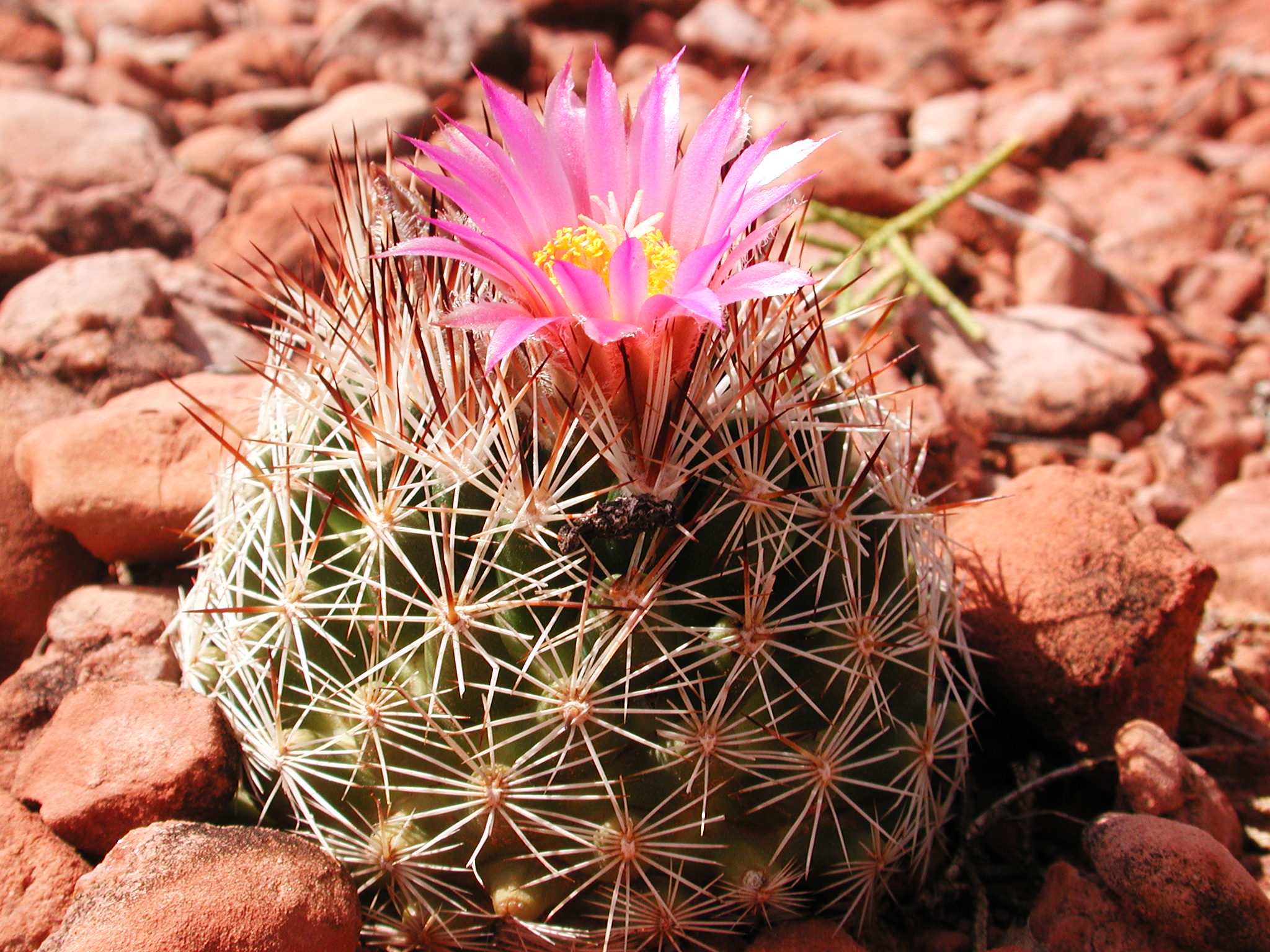
Coryphantha vivipara
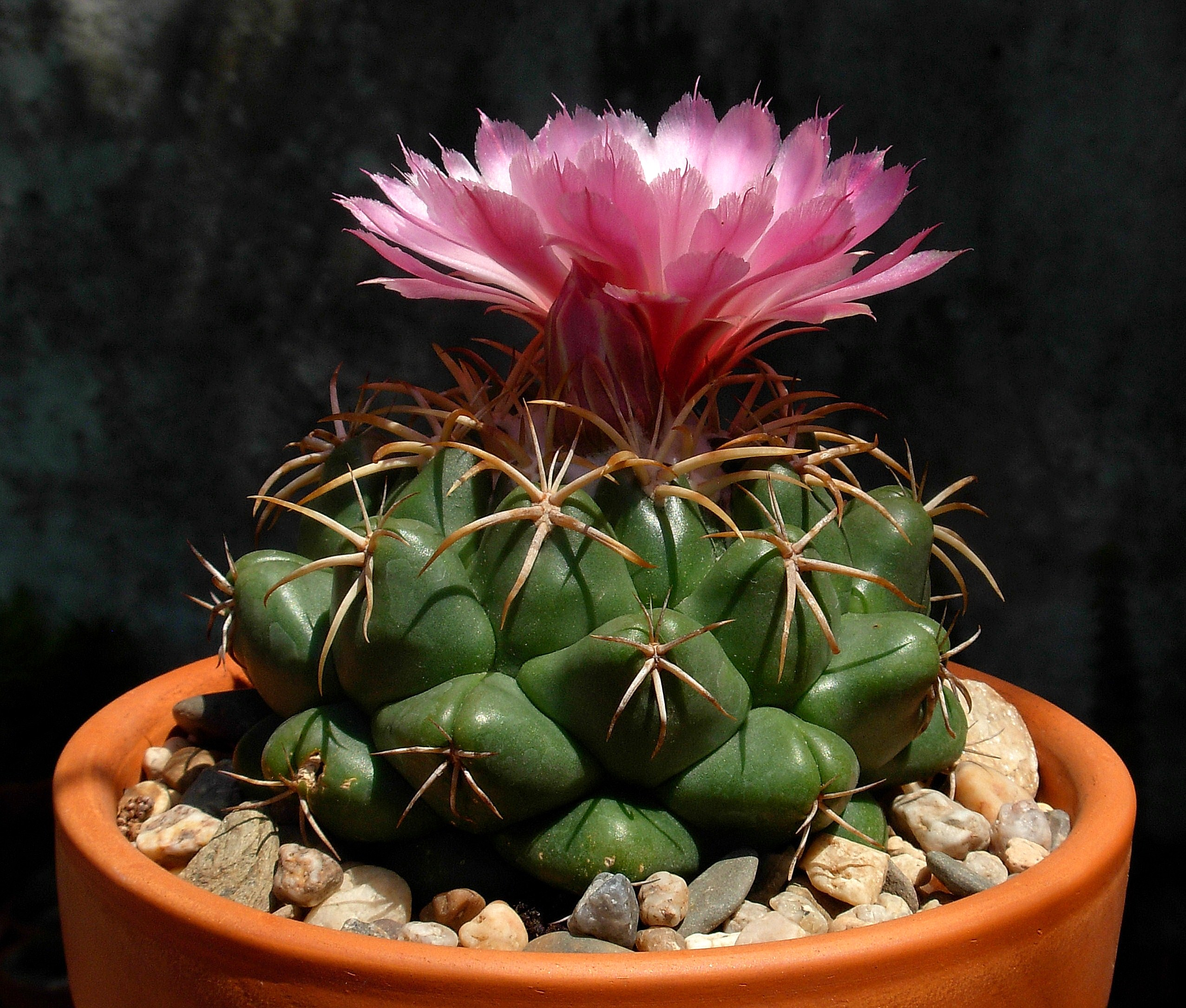
Coryphantha elephantidens
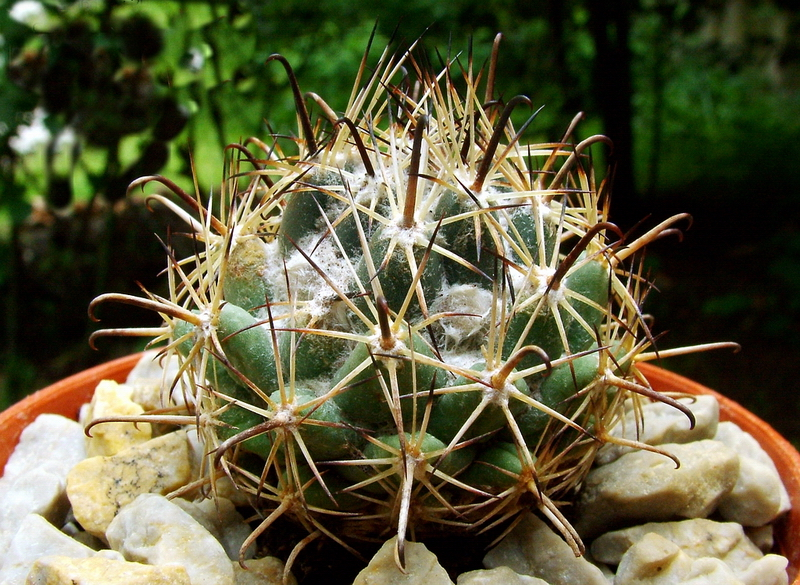
Coryphantha hintoniorum
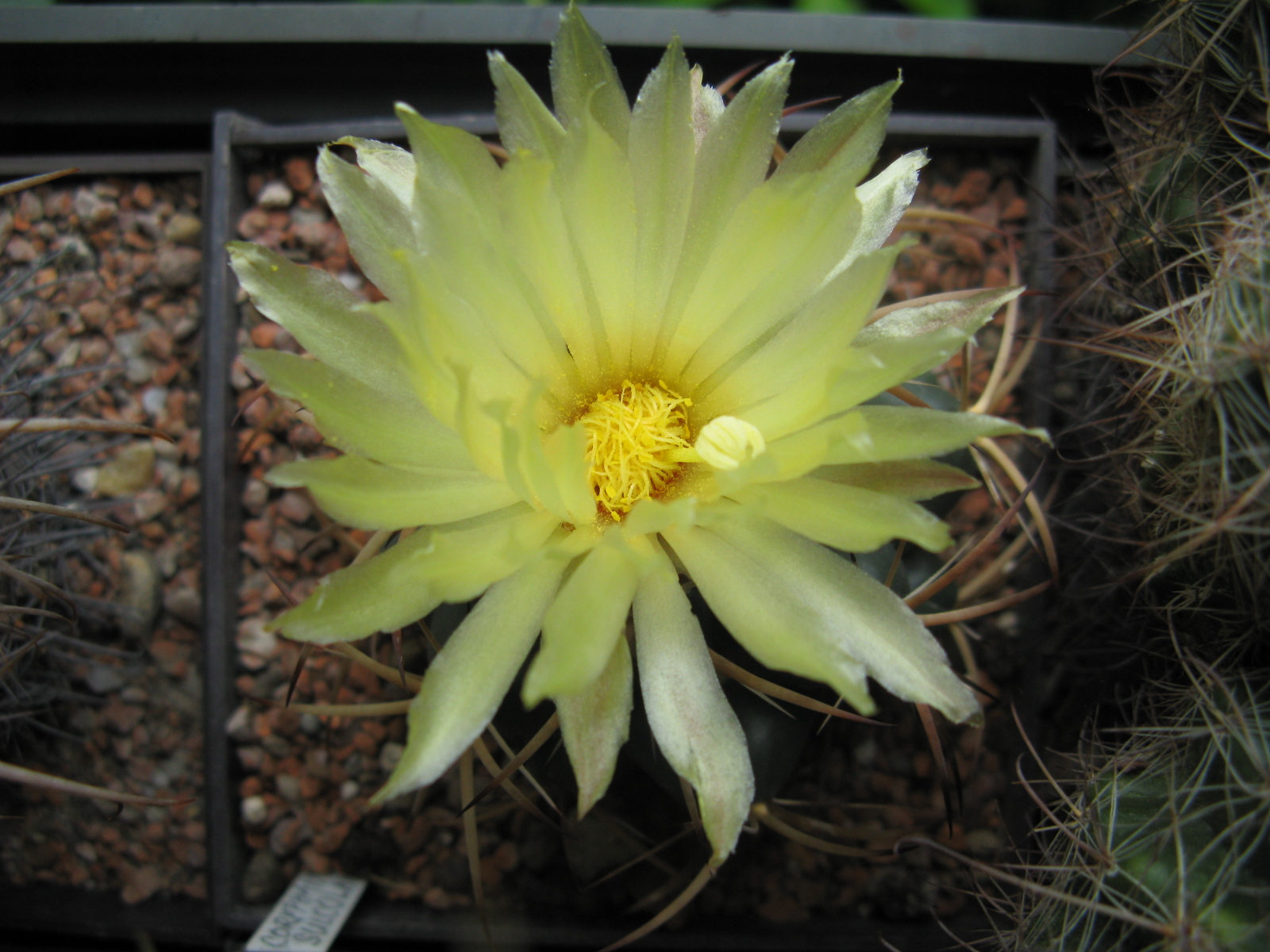
Coryphantha sulcolanata
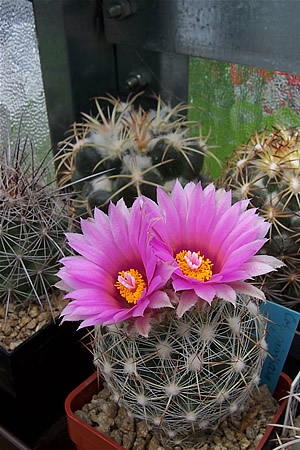
Coryphantha vivipara v. arizonica
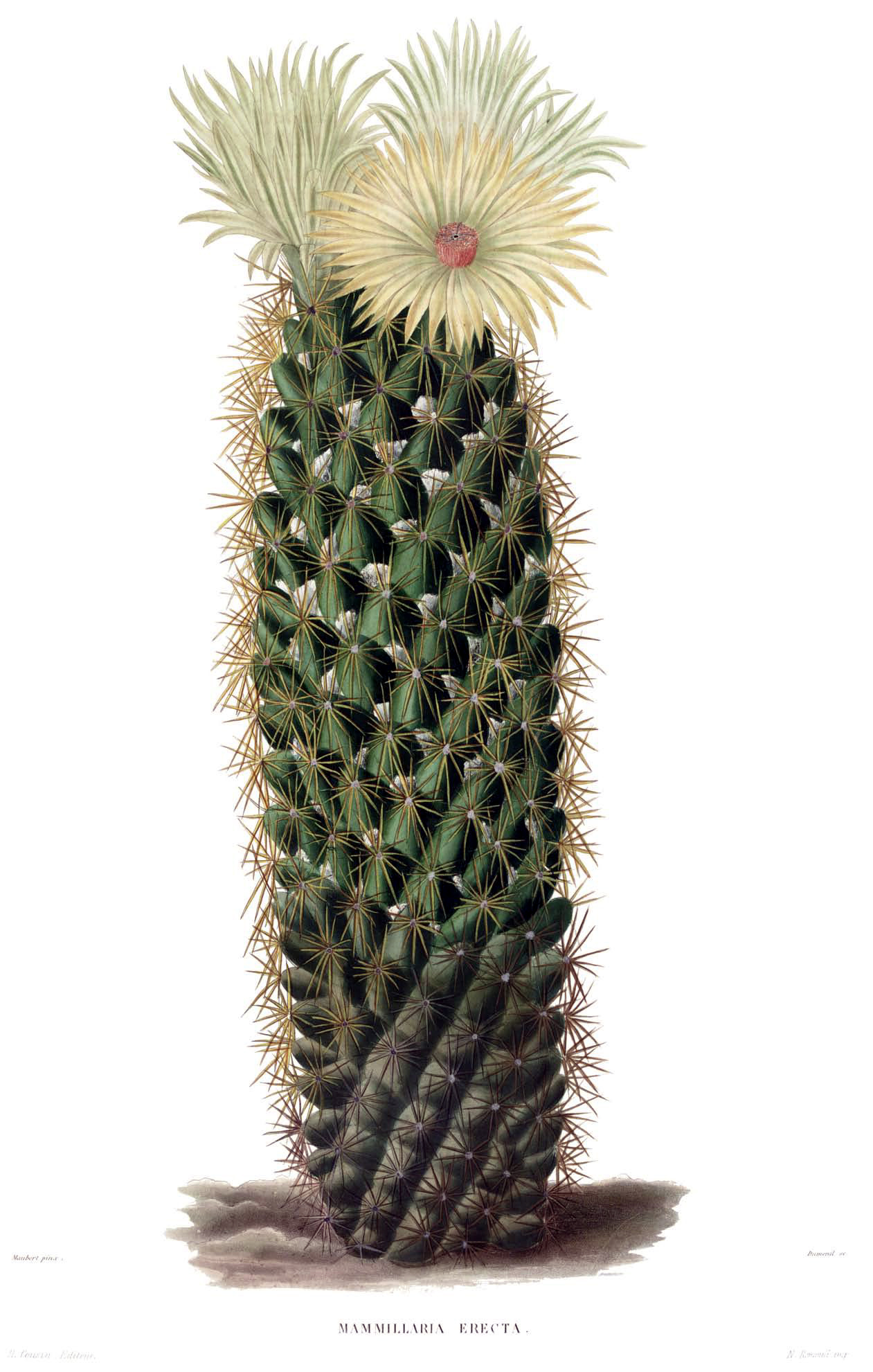
Coryphantha erecta